# 布雷丁
布雷丁（德語：Breddin）是德国勃兰登堡州的一个市镇，隶属于东普里格尼茨-鲁平县。总面积为44.98平方千米，截至2020年总人口为896人。